# Yttermyrtjärnen
Yttermyrtjärnen är en sjö i Kalix kommun i Norrbotten och ingår i Töreälvens huvudavrinningsområde.